# Viktor von Marnitz

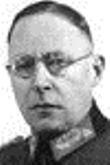
Generalmajor Viktor von Marnitz

Viktor Ludwig von Marnitz (* 1. Oktoberjul. / 13. Oktober 1890greg. als Victor Ludwig Marnitz in Mitau, Gouvernement Kurland, Russisches Kaiserreich; am 12. Juli 1910 in den preußischen Adelsstand aufgenommen; † 30. November 1960 in Marburg (Lahn)) war ein deutscher Offizier, zuletzt im Rang eines Generalmajors der Wehrmacht.

## Leben
Marnitz entstammte einer baltendeutschen Adelsfamilie. Er wurde als Sohn des Slawisten und späteren Professors an der Preußischen Kriegsakademie (seit 1904) Ludwig Robert von Marnitz (* 6. November 1857 in Papendorf (Zentral-Livland), heute Rubene im Kocēnu pagasts (Lettland); † 2. Dezember 1929 in Berlin-Wilmersdorf) und Sophie, geb. Maurach (* 8. Dezember 1860 in Oberpahlen (heute: Estland); † 13. Mai 1914 in Berlin-Wilmersdorf) geboren. Mit 18 Jahren trat er ins Deutsche Heer bei den Pionieren ein. Als Offizier nahm er am Ersten Weltkrieg teil und wurde nach Kriegsende dem Großen Generalstab zugewiesen. 1920 wurde er schließlich offiziell aus der Reichswehr verabschiedet. Parallel hatte er bereits 1919 das Studium im Studienfach Bauingenieurwesen an der Technischen Hochschule München aufgenommen, dass er 1922 erfolgreich mit dem akademischen Grad eines Diplom-Ingenieurs abschloss. Anschließend arbeitete er von 1922 bis 1931 als Bauingenieur bei der Firma Dyckerhoff & Widmann AG in München. Ab dem 8. April 1932 war er bei der Inspektion der Festungen des Heeres (In Fest) für den Ausbau des Heilsberger Dreiecks, eines militärischen Verteidigungssystems in Ostpreußen, zivil angestellt. Am 15. September 1932 wurde er ziviler Angestellter beim Heeres-Waffenamt im Reichswehrministerium. Nach der Machtergreifung der Nationalsozialisten wurde er am 1. Oktober 1933 als Offizier in die Landwehr übernommen. Am 1. Mai 1935 wurde er schließlich für die Wehrmacht  reaktiviert. Er tat seinen Dienst bei der Pioniertruppe. Am 19. Juni 1937 heiratete er Ilse, geb. Bedau. Während des Zweiten Weltkriegs war er Kommandeur der Pionierschule I in Berlin-Karlshorst, dann Kommandeur verschiedener Einheiten. Nach Kriegsende war er kurz vom 8. Mai 1945 bis zum 7. Juli 1945 in Kriegsgefangenschaft. 1947 war er vorübergehend Geschäftsführer der Volkshochschule Osterholz-Scharmbeck. Später betätigte er sich als freier Schriftsteller und Übersetzer.

## Militärische Laufbahn

### Verwendungen im kaiserlichen Deutschen Heer und in der Reichswehr
Beförderungen im Kaiserlichen Deutschen Heer:
- 29. August 1908: Fahnenjunker.
- 22. Mai 1909: Fähnrich.
- 22. März 1910: Leutnant (mit Offizierspatent vom 22. März 1908).
- 25. Februar 1915: Oberleutnant.
- 20. Mai 1917: Hauptmann.

- 29. August 1908: Eintritt ins Königlich Preußische Garde-Pionier-Bataillon in Berlin.
- 1909/ 1910: Kriegsschule in Glogau.
- 1. Oktober 1912 bis 25. Juli 1914: abkommandiert zur Militärtechnischen Akademie in Berlin-Charlottenburg.
- 2. August 1914: Führer des Pionier-Begleitkommandos des Gardekorps-Brückentrains.
- 30. Dezember 1914: Zugführer in der 21. Garde-Pionier-Kompanie.
- Februar 1915: Führer der Pionier-Rekruten-Kompanie des Garde-Korps.
- 3. April 1915: Führer der 5. Garde-Pionier-Kompanie.
- Juni 1917: Dolmetscher-Offizier beim XXV. Reservekorps.
- August 1918 (?): Offizier z. b. V. beim Stab des Chefs des Generalstabs des Feldheeres und kommandiert als Nachrichtenoffizier zur Deutschen Südarmee.
- Februar 1918: abkommandiert zur Kriegsnachrichtenstelle West in Düsseldorf.
- 20. März 1918: abkommandiert zur Kriegsnachrichtenstelle Minsk.
- Juli 1918: Leiter der Kriegsnachrichtenstelle Minsk.
- Februar 1919: abkommandiert als Nachrichtenoffizier zum Oberkommando Grenzschutz Nord.
- Mai 1919: zugeteilt zum Großen Generalstab.
- 20. Februar 1920: aus der Reichswehr verabschiedet.

### Verwendungen in der Wehrmacht
Beförderungen in der Wehrmacht:
- 1. Oktober 1933: Hauptmann (L).
- 1. September 1934: Major.
- 1. Mai 1937: Oberstleutnant.
- 1. März 1940: Oberst.
- 1. September 1943: Generalmajor.

- 1. Oktober 1933: als Offizier in die Landwehr übernommen.
- 1. Mai 1934: reaktiviert beim Pionier-Bataillon 2, Stettin.
- 1. Oktober 1934: Kommandeur des Festungs-Pionierstabs 9, Glogau.
- 15. Februar 1937: Kommandeur der Festungspionier- und Wallmeister-Lehrgänge bei der Pionierschule I, Berlin-Karlshorst.
- 28. September 1939: Kommandeur des Abschnittsbaustabs 43.
- 2. November 1939: Kommandeur Oberbaustab 1.
- 18. Dezember 1939: Kommandeur der Pionierschule I, Berlin-Karlshorst.
- 1. November 1941: kommandiert zur Inspektion der Landbefestigungen West.
- 15. Oktober 1942: Führerreserve; beauftragt mit der Wahrnehmung der Geschäfte des Festungs-Pionier-Kommandeurs XIV.
- 15. April 1943 bis 25. September 1943: Festungs-Pionier-Kommandeur XIV (Kanalinseln und Niederlande).
- 10. Dezember 1943: Festungs-Pionier-Kommandeur XVI (Norwegen).
- Oktober 1944 (?): Kommandeur „Sonderstab Nordlicht“ (Teilstab des Inspekteurs der Landbefestigung Nord).
- 8. Dezember 1944: beauftragt mit der Wahrnehmung der Geschäfte des Inspekteurs der Landbefestigungen Nord in Oslo.

## Auszeichnungen
Marnitz trug eine Reihe militärischer Auszeichnungen:
- Eisernes Kreuz II. Klasse.
- Eisernes Kreuz I. Klasse.
- Königlich Bayerischer Militär-Verdienstorden IV. Klasse mit Schwertern.
- Österreichische Militär-Verdienstmedaille (Österreich) in Bronze am Bande des österreichischen k. u. k. Militärverdienstkreuzes III. Klasse mit Kriegsdekoration und Schwertern.
- Kriegsverdienstkreuz (1939) II. Klasse mit Schwertern.
- Kriegsverdienstkreuz (1939) I. Klasse mit Schwertern.
- Finnischer Orden der Weißen Rose, Kommandeur II. Klasse.

## Übersetzungen
- Ovid (Ovidius Naso, Publius): Die erotischen Dichtungen, dt. Gesamtausg., neu übertragen von Viktor von Marnitz, mit einer Einf. von Stuttgart: Kröner, 1958.
- Terenz (Terentius Afer, Publius): Die Komödien, dt. Gesamtausg., neu übertragen von Viktor von Marnitz, mit einer Einf. von Karl Büchner, Stuttgart: Kröner, 1960.